# Roccasecca (Latium)
Roccasecca ist eine Gemeinde in der Provinz Frosinone in der italienischen Region Latium mit 6712 Einwohnern (Stand 31. Dezember 2024). Sie liegt 119 Kilometer südöstlich von Rom.

## Geographie
Roccasecca liegt am Westabhang des Massivs des Monte Cairo oberhalb des Tals des Liri.

## Geschichte
Ob Polygonalmauerreste auf die volskische Siedlung Duronia hinweisen, ist unbewiesen. Der heutige Ort wurde im Jahre 994 als Burg der Äbte von Montecassino durch Abt Manso gegründet; seinen Namen erhielt er wegen latenten Wassermangels. Graf Adinolfo von Aquino eroberte ihn wenig später und der Ort verblieb bei seiner Familie. 1192 widerstand er einer Belagerung durch das Heer von Kaiser Heinrich VI.
Am 19. Mai 1411 fand unterhalb in der Ebene eine Schlacht zwischen den Heeren von König Ladislaus von Neapel und seinem Konkurrenten Ludwig II. von Anjou statt, die für diesen zwar siegreich ausging, aber keinen Vorteil im Kampf um das Königreich erbrachte. Denn Ladislaus konnte dessen Soldaten schon bei Cassino durch seinen Widerstand vom weiteren Vormarsch abhalten. Während späterer Auseinandersetzungen zwischen den Parteien Anjou und Aragon geriet Roccasecca im Jahre 1458 erneut in Gefahr, da Papst Calixtus III. (1455–1458) nach dem Tode von König Alfons dem Großmütigen dessen unehelichem Sohn Ferrante I. Neapel auf militärischen Wege entziehen wollte. Doch starb der Papst kurz darauf.
Im Spätjahr 1503 wurde der Ort vergeblich von französischen Truppen belagert. Seit 1583 war Roccasecca als Teil des Herzogtums Sora Besitz der Familie Boncompagni, die hier um 1750 einen Palast errichtete. 1796 ging der Ort in den Besitz der Krone über und gelangte mit dem Königreich Beider Sizilien 1860 an das neue Königreich Italien.
Am 23. Oktober 1943 wurde der im Tal gelegene Bahnhof Ziel eines Luftangriffs der Alliierten, denn in dieser Gegend war das deutsche XIV. Panzerkorps unter General Fridolin von Senger und Etterlin stationiert; in den folgenden vier Schlachten um Cassino wurde der Ort stark zerstört. Am 14. September 1974 besuchte Papst Paul VI. Roccasecca zum 700. Todestag von Thomas von Aquin. Im Jahre 1998 wurde auf der Piazza Risorgimento vor dem Bahnhof eine Statue des berühmten Komikers Totò aufgestellt, weil dieser die Kleinstadt in seinem Film Il medico dei pazzi („Der Arzt der Verrückten“) von 1954 landesweit bekannt gemacht hatte.

## Bevölkerungsentwicklung
| Jahr      | 1861 | 1881 | 1901 | 1921 | 1936 | 1951 | 1971 | 1991 | 2001 | 2016 |
| --------- | ---- | ---- | ---- | ---- | ---- | ---- | ---- | ---- | ---- | ---- |
| Einwohner | 4875 | 5678 | 6531 | 6869 | 7764 | 7456 | 6143 | 7327 | 7442 | 7355 |

Quelle: ISTAT

## Sehenswürdigkeiten
- Im östlichen Ortsteil Caprile steht die Kirche S. Maria delle Grazie mit fast schmuckloser Fassade und einem an der hinteren rechten Gebäudeecke eingefügten Uhrturm. Der einschiffige Innenraum besitzt eine prachtvolle barocke Struktur mit Rundpfeilern und Tonnengewölbe mit Stichkappen und Gurtbögen, das mit Trompe-l-œil-Malerei freskiert ist. In den Seitennischen sind Altäre mit Gemälden eingestellt, die vornehmlich dem Marienkult dienen, darunter eines im Volksstil, das eine Madonna mit Kind als Beschützerin der Armen Seelen zeigt. An der Apsisrückwand hängt über dem Hauptaltar ein Gemälde mit der Heimsuchung Marias. Dieses und eine Rosenkranzmadonna von 1586 mit Heiligen und den fünfzehn Mysterien ringsum werden dem neapolitanischen Maler Marco Mazzaroppi zugeschrieben.
- Oberhalb von Caprile befindet sich am Berghang die Felsenkirche S. Angelo in Asprano, ein rustikales Gotteshaus, das mit Fresken ausgestattet ist. Sie zeigen an der linken Zwischenwand zwei Heilige, rechts den Erzengel Michael, und an der Apsisrückwand in zwei Zonen unten eine Versammlung der Apostel mit der Muttergottes in der Mitte, die ihre Arme zum Himmel erhebt, wo Christus in der Mandorla von Engeln umgeben ist; auffällig ist links davor eine gemalte Säule mit Kanneluren und Pseudoblattkapitell.
- Im mittleren Ortsteil Castello steht beim Hauptplatz die Collegiata S. Maria Annunziata mit einer teilweise bizarren Rokokofassade; über der Vierung erhebt sich eine Kuppel. Sehr elaborierte Zierelemente weisen die drei Rechteckportale, das obere Rechteckfenster und der Giebel auf. Der ansehnliche dreischiffige Innenraum mit Rundbogenpfeilern und kassettierten Flachdecken besitzt eine Orgelempore, Seitenaltäre unterschiedlicher Struktur mit Gemälden, darunter eine Sacra Conversazione mit der Madonna, dem Jesuskind und den heiligen Antonius Abbas und Blasius aus der Spätrenaissance, und eine große Kanzel mit Intarsienarbeit. In den Querhausarmen hängen links eine Kopie des Letzten Abendmahls von Paolo Veronese und rechts eine Kreuzabnahme Christi im neapolitanischen Stil. Das Gemälde des Hauptaltars in der Apsis stammt vom Spätbarockmaler Francesco de Mura aus Neapel und stellt die Verkündigung Mariens dar. Schließlich ist noch das reichhaltig gestaltete Chorgestühl vorhanden.
- Ein restauriertes Haus in der Nähe wird im Volksmund als Besitz des Kirchenlehrers Thomas von Aquino bezeichnet. In den Hof führt ein gotisches Tor, über dem sich ein Inschriftstein mit einem Emblem, das eine von zwei Händen gehaltene Rose zeigt, befindet. Weil der knappe zweizeilige Text jedoch als Bauherrn einen anderen Thomas und keinen Angehörigen der Grafenfamilie nennt und in der unteren Zeile die Datierungsziffern MD[—] für 1500 erscheinen, kann der Bau nichts mit dem Kirchenlehrer zu tun haben. Die Hausfassade schließt zwei Eingangsportale auf zwei Ebenen und daneben ein Monoforien- und ein Biforienfenster ein.
- Weiter oben steht die Kirche S. Tommaso, die das untere Gotteshaus der ursprünglichen Siedlung Roccasecca war. An ihre schlichte Fassade mit romanischem Rechteckportal und Rundbogen, zwei Schießschartenfenstern und einem Oculusfenster schließt sich rechts der Glockenturm auf einer hohen, abgeböschten Substruktionsbasis an: Er besitzt einen rundbogigen Durchgang und eine Lünette, die ein Fresko des Heiligen enthält. Der einschiffige, schlichte Innenraum beinhaltet ein Holzdach mit einem großen Querbogen als Stütze und hintere Nischen mit Kruzifixus sowie einem Fresko der thronenden Muttergottes mit dem Jesuskind. Weitere an den Wänden und rechts hinten angebrachte Freskenreste stammen aus einer anderen Kirche.
- Ein Weg führt von S. Tommaso zur imposanten und weitläufigen Ruine der Burg und des eigentlichen alten Ortes hinauf. Hinter dem Zugangstor trifft man auf dem Gipfel den Kernbau mit Bergfried, einer Schildmauer und einem runden Turm als Bollwerk an der oberen Bergseite. Ein langer Mauerzug mit Halbrundtürmen umschließt die Häuserreste der Siedlung. Angeblich wurde in der Burg eine Zeitlang Thomas von Aquin von seiner Familie eingesperrt, um ihn von seiner Hinwendung zum geistlichen Beruf abzuhalten. Im durch moderne Holzstege erschlossenen Burgareal steht nahe dem Rundturm noch die Kapelle S. Croce mit einem völlig schmucklosen Inneren. Die Gesamtanlage zeigt noch heute die einstige Bedeutung der Burg als Schlüsselfeste für das westliche Liri-Tal, was man mit einem weiten Panoramablick auf die gesamte untere Ebene gut nachvollziehen kann.
- Das untere Ortsdrittel von Roccasecca mit dem passenden Namen Valle enthält in regelmäßiger Anordnung die barocken und späteren Häuser und öffentlichen Gebäude. Es entstand wegen des Wegzugs eines Großteils der Bewohner vom Berg in die Gegend des Flusses Melfa zur besseren Wasserversorgung. Links der Hauptkirche steht mit zwölf Achsen der große Palazzo Boncompagni-Ludovisi, den die Herzöge von Sora im Jahre 1750 vollenden ließen. Das zum Jahre 2000 restaurierte Gebäude zeigt eine recht einfache Fassade mit mehreren Eingängen, darunter ein Rundbogenportal, über dem in die Wand eine lange Inschrifttafel eingelassen wurde, die eine Danksagung des Bischofs von Aquino, Giacinto Sardo, von 1755 an Herzog Gaetano Boncompagni ist, da dieser Bischofspalast und Diözesanseminar erbauen ließ. Die anderen Stockwerke enthalten einfache Rechteckfenster und ganz oben kleine Fenster in Schlüssellochform.
- Rechts des Palastes erhebt sich die ansehnliche Pfarrkirche S. Margherita. Die Fassade besteht aus einem hochstrebenden mittleren Teil und zwei seitlichen, deren linker ein Rechteckportal mit Dreiecksgiebel enthält, während der rechte in den Glockenturm übergeht. Im großen Mittelteil befinden sich das hohe Portal mit Rundgiebel und ein oberes Fenster mit überreicher Rahmung. Die Bekrönung bildet der Giebel in einer leichten Serlianaform. Der prachtvolle dreischiffige Innenraum beinhaltet Rundbogenpfeiler, ausladendes Gesims und Tonnengewölbe mit Gurtbögen und Stichkappen sowie die ansehnliche Kuppel, die mit modernen Fresken bemalt ist. Die Altäre in den Seitenkapellen und den Querhausarmen überbieten sich teilweise an Detailfreude, darunter ein elaboriertes Exemplar mit einem Gemälde der Anbetung der drei Weisen. Im Hauptaltar an der Apsisrundwand schließt eine Glastheke die schöne Holzstatue der Madonna mit dem Jesuskind ein.
- Am Fluss Melfa befindet sich nahe einer Brücke der Via Latina die Kirche S. Vito al Melfa. Im Jahre 1175 übergab sie Papst Alexander III. (1159–1181) an Bischof Rainaldo von Aquino. Die einfache Fassade besteht aus unteren römischen Spoliensteinen und einem aus wiederverwendeten Architekturelementen zusammengesetzten Rechteckportal mit weitem Rundbogen. Im Innenraum stehen andere römische Steine, darunter ein Statuentorso und der Rest einer kannelierten Säule. Jenseits der Provinzialstraße 7 kann man über der Schlucht des Flusses auf mühseligem Pfade ein zweites Eremitenheiligtum, den Eremo dello Spirito Santo, erreichen. Er ist unregelmäßiger geformt als sein Pendant in Caprile und enthält im unregelmäßig ausgearbeiteten Inneren nur moderne Statuen. Allerdings zeigt ein Weihwasserbecken mit gravierten Verzierungen die lateinische Zahl ML, was das Jahr 1050 andeutet.
- An der Provinzialstraße 109 zum nördlichen Nachbarort Roccaseccas, Colle San Magno, steht die restaurierte Kirche S. Francesco mit einem Kreuzgang. Das hoch aufragende Bauwerk präsentiert eine Fassade in Kolossalordnung. Diese weist breite seitliche Pilaster, ein Portal und darüber ein Fenster in Rechteckform auf, die beide einen besonderen Zierrat als Rahmung und Giebel vorweisen. Im Innenraum ist ein Gemälde des Bologneser Malers Iacopo Alessandro Calvi von 1784 zu erwähnen.
- Roccasecca ist Abschluss der fünfzehnten Etappe des Pilgerwegs Benediktweg von Norcia über Subiaco nach Montecassino.

## Politik
Seit dem 5. Juni 2016 ist Giuseppe Sacco (Lista Civica: Roccasecca Cambia) Bürgermeister.

## Söhne und Töchter des Ortes
- Thomas von Aquin (um 1225–1274), Theologe und Philosoph
- Severino Gazzelloni (1919–1992), Flötenvirtuose
- Franco Fava (* 1952), Leichtathlet

## Veranstaltungen
Zu Ehren von Severino Gazzelloni wird jedes Jahr im späten August ein Musikfest durchgeführt.